# Bullock megye
Bullock megye az Amerikai Egyesült Államokban, azon belül Alabama államban található. Megyeszékhelye és legnagyobb városa Union Springs.
A Black Belt régióban található Bullock megyében található az ország első nyilvános kertje, és a legrégebbi kert klub. Jelenleg a megyében sok vadászterület található és mezei versenyeiről is ismert. A megyét választott öttagú bizottság irányítja.
Lakosainak száma 10 357 fő (2020. április 1.). Bullock megye Macon, Russell, Barbour, Pike és Montgomery megyékkel határos.

## Története
Bullock megyét 1866. december 5-én alapították, Macon, Pike, Montgomery és Barbour megyék egyes részeiből. Edward C. Bullock konföderációs ezredesről nevezték el. Alabama délkeleti részéhez hasonlóan Bullock megye területén is egykor a Creek-i indiánok éltek. Az 1814-es Fort Jackson-i szerződés ben a Creekek egyességet kötöttek az amerikaiakkal és 23 millió hektárnyi földet engedtek át az Egyesült Államok kormányának Alabamában és Georgiában. 1819-ben megalapították Alabama államot, ezután az 1830-as években a Creek indiánokat erőszakkal eltávolították földjeikről ez megnyitotta az utat a telepesek előtt akik nagy számban érkeztek a mai Bullock megye területére. A terület gazdag talaja rendkívül kedvezővé tette a gyapottermelést, és a megye gyorsan az állam egyik leggazdagabb megyéjévé vált. Alabama sok megyéjéhez hasonlóan Bullock megyében is nagy kárt okozott a polgárháború. Bullock megyében a mezőgazdaság jelentős volt, a háború előtti lakosság körülbelül 70 százaléka volt rabszolgasorba, de az emancipáció és az újjáépítés erőteljes visszaesést okozott a termelésben. A zsizsik invázió együtt egyéb más körülményekkel nagymértékben csökkentették a terület gazdagságát. A huszadik század elején több, a Comer család tulajdonában lévő gyapotüzem nyílt Union Springsben. Az 1920-as évek elején az egykor termékeny gyapotföldeket a hasznosítás miatt vadászkutyák amatőr tereppróbájának helyszínévé alakították át. A legnagyobb és az egyik legjövedelmezőbb vadrezervátum a Maytag család tulajdonában volt, ők a Maytag Appliance Corporation alapítói.

## Népesség
A 2020-as népszámlálási becslések szerint Bullock megye lakossága 10 357 fő volt. A következő eloszlás szerint.
| Rassz            | lélekszám | százalék | rangsor az állam 67 megyéje közül |
| ---------------- | --------- | -------- | --------------------------------- |
| Teljes           | 10357 fő  | 0,2      | 64                                |
| Afroamerikai     | 7388 fő   | 71,3     | 4                                 |
| Fehér            | 2281 fő   | 22,0     | 65                                |
| Spanyol          | 503 fő    | 4,9      | 20                                |
| Több rasszú      | 137 fő    | 1,3      | 67                                |
| Őslakos és egyéb | 39 fő     | 0,4      | 58                                |
| Ázsiai           | 9 fő      | 0,1      | 64                                |

Union Springs megyeszékhelynek 3465 lakosa volt. 
Az egyetlen másik jelentős lakossági központ Midway.
A háztartások átlagos jövedelme Bullock megyében 33 866 dollár volt, szemben az állam egészének 52 035 dollárjával, az egy főre jutó jövedelem pedig 20 783 dollár volt, szemben az állam egészének 28 934 dollárjával.
A megye népességének változása:
| Lakosok száma | 11 714 | 10 881 | 10 618 | 10 605 | 10 639 | 10 696 | 10 357 |
|               | 2000   | 2010   | 2011   | 2012   | 2013   | 2015   | 2020   |

## Gazdaság
A tizenkilencedik században Bullock megye élen járt a gyapottermelésben. A Fekete-övezet gazdag talaja kiválóan alkalmas volt gyapottermesztésre, és Bullock megye az egyik leggazdagabb megye lett. A polgárháború és a zsizsikló által okozott pusztítások nyomán a gazdák más lehetőséget kezdtek el keresni, és különböző féle növények termesztésével próbálták változatosabbá tenni a mezőgazdaságot, például kukoricával és lucernával. Emellett a kimerült mezőgazdasági területeket kutyakiképző- és vadászterületként hasznosították újra. A népszámlálási adatok alapján benne van az ország 25 legszegényebb megyéjében, a lakosság 33 százaléka a szegénységi küszöb alatt él. A mai Bullock megyei lakosok nagyrésze a jövedelmét a mezőgazdaság, az erdőgazdálkodás, valamint a vadászat és a halászatból szerzi be. Ezen kívül számos baromfi- és baromfifeldolgozó üzem található a megyében.

## Foglalkoztatás
A 2020-as népszámlálási becslések szerint a mai Bullock megyében a munkaerő a következő ipari kategóriák között oszlik meg

- Feldolgozóipar (39,0 százalék)
- Oktatási szolgáltatások, valamint egészségügyi és szociális segélyezés (14,1 százalék)
- Kiskereskedelem (10,6 százalék)
- Közigazgatás (8,8 százalék)
- Művészet, szórakoztatás és rekreáció, valamint szállás- és vendéglátás (8,1 százalék)
- Építőipar (7,3 százalék)
- Egyéb szolgáltatások, kivéve a közigazgatást (3,4 százalék)
- Szállítás és raktározás, valamint közüzemi szolgáltatások (4,1 százalék)
- Szakmai, tudományos, gazdálkodási, adminisztratív és hulladékgazdálkodási szolgáltatások (3,2 százalék)
 *Mezőgazdaság, erdészet, halászat és vadászat, valamint kitermelő (2,6 százalék)
- Pénzügy és biztosítás, valamint ingatlan ingatlan, bérbeadás, lízing (1,7 százalék)
- Információ (1,3 százalék)
- Nagykereskedelem (0,9 százalék)

## Oktatás
A Bullock megyében hat iskola és egy magániskola található.

## Földrajz
Az 1613 négyzetkilométer területű Bullock megye az állam délkeleti részén helyezkedik el, teljes egészében a Fekete Öv régióban, az öböl keleti part menti síkságán. A megye közepén a Conecuh folyó, délkeleti határán pedig a Pea folyó, a Choctawhatchee folyó mellékfolyója folyik. Ezen kívül számos patak található a megye területén, mint például a Bughall Creek, a Tallapoosa folyó mellékfolyója, az Old Town Creek és a Line Creek. Az US 29 és U.S. 82 Bullock megye két jelentős útja, amelyek kelet-nyugat és észak-déli irányúak.

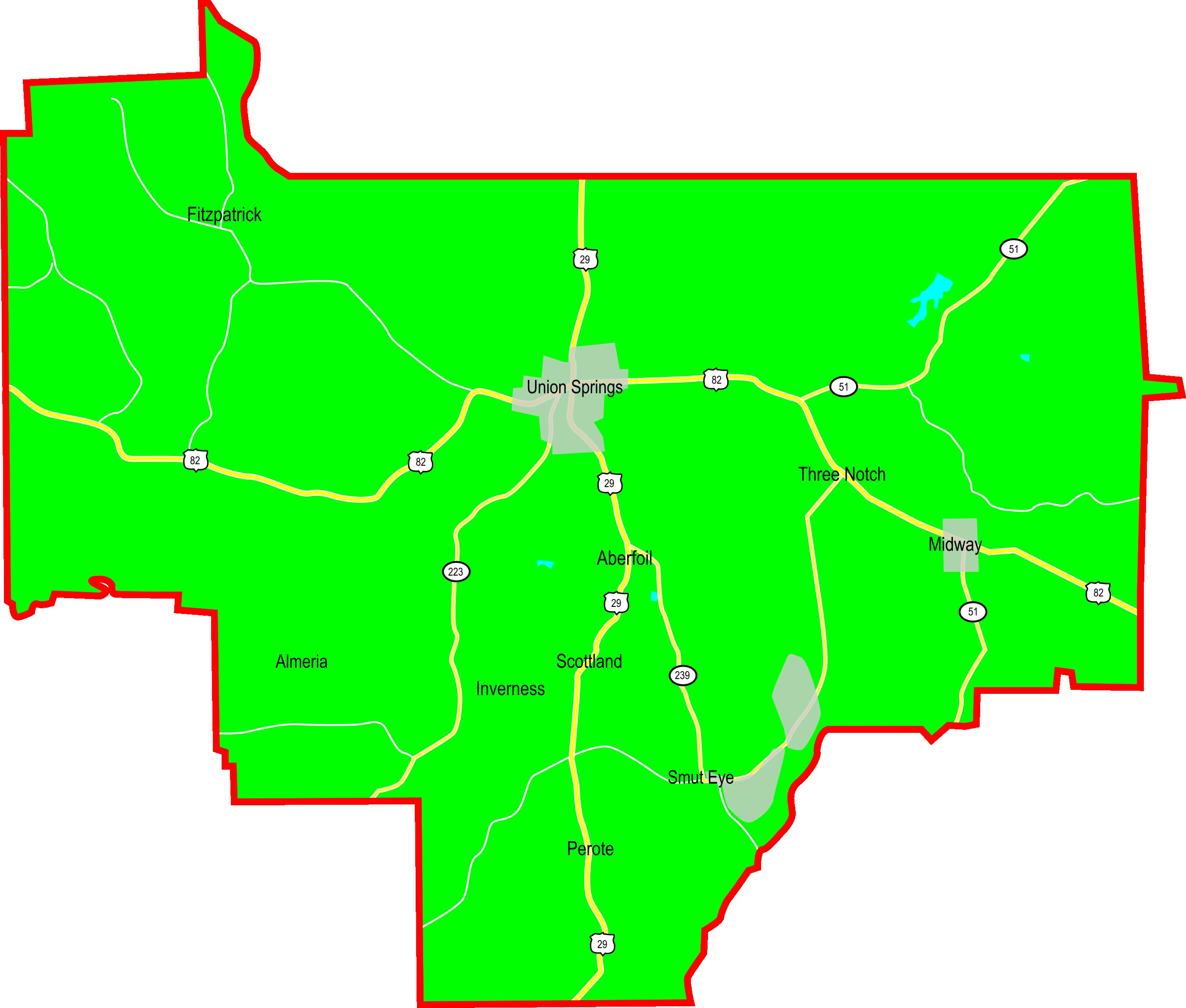
Bullock county (Alabama) map

## Események és érdekes helyek
Bullock megyében találhatok az állam legjobb vadászterületei. A huszadik század elejétől a Union Sprins közelében található Sedgefields Plantationra vadászok érkeznek a világ minden részéröl. Bullock megye minden februárban megrendezi az Amateur Free For Alls néven ismert tereppróbákat, amelyeken a vadászkutyák és kiképzőik bemutathatják fürjvadászatban levő jártasságukat. Union Springs, a megyeszékhely és a térség legnagyobb városa a világ tereppróba fővárosaként ismert. Ezen kívül Bullock megyében számos szarvas- és pulykavadász terület található, és az országban található kevés rókavadász közösségnek is otthont ad.
Számos előkelő otthon talaálható Bullock megyében, köztük a Bonus-Foster-Chapman House, Virginia Foster Durr alabamai polgárjogi aktivista családi háza volt és a McCaslan-Garner House. 2003-ban a Union Springs-i Trinity Episcopal Church-ben egy szinházat alakítottak ki amit  Red Door Theatre-nek neveznek, ez egy regionális színház, amely évente több nagyra becsült előadást készít. 2004 és 2010 között a Conecuh People című produkcióját mutatta be. A színdarab, a Bullock megyei származású történész Wade Hall azonos című önéletrajzi könyvéből adaptált darab. Szintén figyelemre méltó a Chunnenuggee Garden, amely az egyik első nyilvános kert az Egyesült Államokban és Alabama első nyilvános kertje.